# 解雇
解雇（かいこ）は、使用者の一方的な意思表示による労働契約の解除である。解雇の理由は、主に会社側の経済的事情によるもの（余剰人員など）と、労働者個別の理由によるもの（能力不足・不祥事など）に大別される。
一般的な解雇は労働者に大きな不利益をもたらす。そのため特に先進諸国では雇用保護規制の対象となっており、各国の法で何が不公正解雇（Unfair Dismiss）とされるかが規制されている。労働に関する制度は、政府による法的な規制若しくは個人または企業間で定着し存続している行動様式（慣行）によるものがあり、解雇に関しても各国で異なる。
雇用慣行の面では、米国では比較的解雇が容易とされており、不況時に解雇（レイオフ）、景気拡大期に雇用の増加がみられる。日本では米国ほど解雇は容易でなく、不況時には人員削減を可能な限り避けつつ、景気拡大期には雇用の増加ではなく残業の増加で対応する雇用慣行がみられた。雇用慣行の違いは統計などによる国際比較で留意点とされている。
俗称については「俗称」の節を参照。

## 国際労働機関条約
国際労働機関（ILO）の1982年の雇用終了条約（第158号）においては、会社都合による解雇の際には、解雇予告期間もしくはその期間に準する解雇手当を与えるよう規制している。さらに第5-6条では具体的な不公正解雇ケースを挙げている。
なお以下の者は、この158号条約より除外することが可能である（第2条2）。
- 特定の期間又は特定の仕事のための雇用契約に基づいて雇用されている労働者
- 試用期間中の労働者又は雇用に係る資格の取得期間中の労働者。ただし、これらの期間は、あらかじめ決定された合理的なものでなければならない。
- 短期間臨時的に雇用されている者

## 欧州連合
欧州社会憲章においては、解雇予告期間を設けることを人権条約の一つとして定めている。さらに解雇においては、労働者個人の能力・行為に関連する正当な理由、もしくは会社都合解雇においては、雇用主の事業、施設、サービス運営上の必要性に基づく必要があると定めている。

## 日本における解雇
- 本項で労働基準法について、以下では条数のみを挙げる。

雇用の解除については、労働基準法の制定以前より民法で規定されていたが、民法における雇用契約は当事者の交渉力や社会的地位が対等であることを前提としており、例えば期間の定めの無い雇用契約（定年まで働くような契約のこと）では、当事者のどちらからでも一方的に解除を申し入れることができる（民法627条）。しかし使用者の方が労働者よりも強い立場にあるのが通常であるから、労働者が解雇されるに当たっては、民法による保護では十分ではない。そこで、1947年（昭和22年）、労働基準法により、解雇する場合の最低基準が制定され、さらに現在では労働契約法など各種の労働法や判例法理によって、民法の原則が全面的に修正されている。

### 種類

退職事由に係るモデル退職証明書

日本においては判例上、解雇の原因によって、普通解雇、整理解雇、懲戒解雇に分けられる。
法務上、従業員を解雇するためには少なくとも就業規則に解雇条件を明示する必要がある。
集団的解雇
整理解雇は、経営不振による合理化など、経営上の事由に基づく人員整理として行われる解雇。
解雇の人数が一定数を超える場合、労働施策の総合的な推進並びに労働者の雇用の安定及び職業生活の充実等に関する法律に基づき届け出を要する。
個別的解雇
普通解雇
普通解雇は単に解雇と呼ぶ場合もあり、労働能力の低下等、労働者の個別的事由に基づいて行なわれる解雇。
会社都合退職となる。
懲戒解雇
会社の規律や秩序に反した社員に対して懲戒として行なわれる解雇。
会社の懲戒事由としては、犯罪行為、職場規律違反、経歴詐称、業務命令違反、機密漏洩・営業上の秘密漏洩、背信行為（競業避止義務・職務専念義務違反）などがある。これに対する懲戒処分としては、懲戒解雇の他に戒告、譴責、減給、停職、諭旨解雇などがあり、懲戒解雇は会社の懲戒処分のうち最も重いものとなる。
　実務上は、他の従業員の懲戒事例との釣り合い（平等取り扱いの原則）、社会通念上の相当性、手続き上は事前弁明の機会の付与が必要という考え方がある。さらに、上記のような刑事犯罪等に該当しない場合には、継続的な指摘すなわち指導や注意、警告、段階的懲戒が必要という考え方がある。
　本人都合退職とされることがあり、退職金不払いの根拠となる点が普通解雇との明らかな相違点である。解雇時点で解雇事由を全て明かす必要があるとされ事後的追加が認められない場合がある。
重責解雇
雇用保険法上にて定められた、労働者本人の責めに帰すべき重大な理由による解雇。本人都合退職となる。
諭旨解雇
諭旨解雇とは、懲戒解雇事由が認められる場合に、会社側から本人へ自発的退職を促すもの。形式上は本人の自発的な退職いわば普通の本人都合退職となる。

#### その他解雇に類似した概念
- 公務員が職を解かれることは「免職」という。
- 芸能人や外交員、プロスポーツ選手によく見られる、委任・請負契約や業務委託契約に基づく専属契約の解消は、契約自体が実態として雇用契約に該当するとみなされない場合には、解雇とはならない[注 1]。

### 日本の解雇規制
解雇は、使用者の一方的意思表示で行うものであるが、解雇は労働者の生活の糧を得る手段を失わせるものであるから、不意打ちのような形で行われることがないよう、各種の法制で規制が設けられている（解雇規制）。
- 期間の定めのない労働契約（無期雇用）では、解雇は、客観的に合理的な理由を欠き、社会通念上相当であると認められない場合は、その権利を濫用したものとして、無効となる（労働契約法16条）[注 2]。
- 期間の定めのある労働契約（有期雇用）では、使用者は、やむを得ない事由がある場合でなければ、その労働期間が満了するまでの間において、労働者を解雇することができない（労働契約法17条）[注 3]。

労働条件通知書

退職に関する事項（解雇の事由を含む）は、就業規則の絶対的必要記載事項とされていて（89条）、使用者は解雇の事由を就業規則に記載しなければならない。また労働条件の絶対的明示事項ともされていて（15条）、使用者は労働契約締結に際して労働者に対して解雇の事由を書面で明示しなければならない。
しかし裁判所は、たとえ労働者に就業規則違反などの落ち度があった場合であっても具体的な事情から考えて「解雇権の濫用」であるといえるならばその解雇は無効として、使用者による解雇権の行使を制限してきた。これが解雇権濫用法理と呼ばれるものである。つまり、紛争になっている解雇について具体的事情に照らして考えると、客観的に合理的な理由を欠き社会通念上相当として是認することができないという場合には解雇権の濫用として解雇の意思表示は無効になる。この法理は、2004年（平成16年）1月の改正法施行により18条の2に明記され、さらに2008年（平成20年）3月に施行された労働契約法により同法16条に移された。
- 就業規則や労働協約に定める解雇事由が限定列挙であるか例示列挙であるかは個別の判断によるが、一般的には就業規則等の趣旨から限定列挙と解し、そこに挙げられていない事由による解雇は無効となる。もっとも限定列挙と解釈すると、就業規則等の規定が十分に整備されていない場合に、客観的に不可避と考えられる解雇さえ無効になるという問題がある（例示列挙と解した裁判例として、大阪地判平成元年6月29日、東京地決平成12年1月21日等）。実務上は就業規則に具体的自由を列挙したのちに「その他前各号に準ずるやむを得ない事情があったとき」というような包括的規定が設けられていることが多く、限定列挙と例示列挙のいずれであるかはさほど大きな相違をもたらすわけではない[7]。
- 労働者の能力不足解雇について、能力不足を理由に直ちに解雇することは認められるわけではなく、高度な専門性を伴わない職務限定では、改善の機会を与えるための警告に加え、教育訓練、配置転換、降格等が必要とされる傾向がみられる（平成26年7月30日基発0730第1号）。
- 労働協約上「組合員を解雇しようとするときは組合の同意を要する」旨の所謂同意約款が存する場合、使用者が組合員を解雇しようとするときは、組合の同意を得なければならないことは当然であり、これに違反してなされた解雇は、特別の事由のない限り、無効と解すべきである。しかしながら、当該約款は、本来解雇に関する使用者の恣意を排除せんとする趣旨のものであって、労使が相互に信義則に基き、約款本来の趣旨を尊重して事の処理に当るべきであるから、使用者側において、企業の必要上解雇するにつきやむを得ない事情があり、組合の同意を得るべく相当の努力を傾倒しているにも拘らず、組合側において正当な理由なくしてこれを拒否し続けている場合は、組合側の「同意拒絶権の濫用」と見得る場合があり、かかる場合は組合側の最終的了解を得ずして解雇を行っても同意約款違反とはならないとするのが一般的な考え方である。しかしながら「同意拒絶権の濫用」と目されるのは、使用者側が相当の努力を傾倒していて然も組合の拒絶が信義則上甚だ妥当を欠く場合であって、形式的な交渉、協議によつて組合の同意が得られなかったという事実のみを以てしては、未だ必ずしも「同意拒絶権濫用」とはいえない場合が多い。従って、解雇が同意約款違反を構成するか否かは、ひとえに当該人員整理の必要性及びその緊急性並びにこれを実施するに当って採られた労使の協議の度合及び協議態度等の事実関係の如何に懸ってくることになる（昭和31年12月3日労収第2775号）。

### 解雇の制限
解雇が具体的に制限されている場合として、労働基準法では次の2つを定めている。労働者の責めに帰す事由があっても、この解雇制限は解除されないが、天災事変その他やむを得ない事由のため事業の継続が不可能となった場合には、行政官庁（所轄労働基準監督署長。以下同じ）の認定を受けた上で解雇制限が解除される（施行規則7条）。
1. 業務上災害により療養のため休業する期間とその後の30日間の解雇
2. 産前産後休業期間とその後の30日間の解雇

「天災事変その他やむを得ない事由のため事業の継続が不可能となった」として、認定申請がなされた場合には、申請理由が「天災事変その他やむを得ない事由」と解されるだけでは充分でなく、そのために「事業の継続が不可能」になることが必要であり、また逆に「事業の継続が不可能」になってもそれが「やむを得ない事由」に起因するものでない場合には認定すべき限りでない（昭和63年3月14日基発150号）。
- 「やむを得ない事由」とは、天災事変に準ずる程度に不可抗力に基づきかつ突発的な事由の意であり、事業の経営者として社会通念上採るべき必要な措置を以てしても通常如何ともなし難い状況にある場合をいう。以下の場合は該当する（昭和63年3月14日基発150号）。
  - 事業場が火災により焼失した場合（事業主の故意・重過失に基づく場合を除く）
  - 震災に伴う工場事業場の倒壊・類焼等により事業の継続が不可能となった場合
    - 震災により一工場は被害は全然ないが本社並びに他の三工場が震災により倒潰或いは焼失したため、再建資金面に行き詰まりをきたし被害を受けなかった同工場も事業の継続不可能となった場合は、「天災事変その他やむを得ない事由のため事業の継続が不可能となった」場合に該当する（昭和23年8月4日基収2697号）。
- 一方、以下の場合は「やむを得ない事由」に該当しない。
  - 事業主が経済法令違反のため強制収容され、または購入した諸機械・資材等を没収された場合
  - 税金の滞納処分を受け事業廃止に至った場合
  - 事業経営上の見通しの齟齬の如き事業主の危険負担に属すべき事由に起因して資材入手難、金融難に陥った場合
  - 従来の取引先が休業状態となり、発注品無く、ゆえに事業難に陥った場合
    - 親会社からのみ資材資金の供給を受けて事業を営む下請工場において現下の経済情勢から親会社自体が経営困難のために資材資金の獲得に支障をきたし、下請工場が所要の供給を受けることができず事業の継続が不可能となった場合、法律的には「やむを得ない事由のため事業の継続が不可能となった場合」には該当しないが、事業廃止の後、該当労働者について引き続き労働契約を継続させる実益がない場合には運用上然るべく認定せられたい（昭和23年6月11日基収1899号）。
- 「事業の継続が不可能になる」とは、事業の全部または大部分の継続が不可能になった場合をいう。事業がなおその主たる部分を保持して継続しうる場合、または一時的に操業中止のやむなきに至ったが近く再開復旧の見込みが明らかである場合は含まれない（昭和63年3月14日基発150号）。
- 派遣労働者については、「事業の継続が不可能」であるかどうかの判断は、派遣元の事業について行われる（昭和61年6月6日基発333号）。

業務上の傷病により使用者から補償を受ける労働者が、療養を開始して3年を経過してもその傷病が治らない場合、平均賃金の1200日分の打切補償を支払えば解雇の制限は解除される（19条1項但書、81条）。この場合は行政官庁の認定は不要である。もっとも、当該傷病に係る療養の開始後3年を経過した日において傷病補償年金を受けている場合又は同日後において傷病補償年金を受けることとなった場合には、当該使用者は、それぞれ、当該3年を経過した日又は傷病補償年金を受けることとなった日において、打切補償を支払ったものとみなされて解雇制限が解除されるので（労働者災害補償保険法19条）、打切補償を支払って解雇制限を解除することは極めてまれなケースに限られる。
- 業務上の傷病により療養していた労働者が完全に治癒したのではないが稼働しうる程度に回復したので出勤し、元の職場で平常通り稼働していたところ、使用者が就業後30日を経過してこの労働者を解雇予告手当を支給して即時解雇した場合、19条には抵触しない（昭和24年4月12日基収1134号）。

### 解雇の予告
使用者が労働者を解雇しようとする場合、少なくとも30日前に予告をしなければならないと説明されるものの、これは30日分の賃金を保証する必要があるのみで結局のところ即日解雇は認められている。解雇予告は、解雇日について何年何月何日というように特定しておかなければならない。解雇の予告及び解雇予告手当の趣旨は、失職に伴う労働者の損害を緩和することを目的としたものである。
30日間は暦日で計算し、その間に休日や休業日があっても延長しない。月給・年俸制等においては民法における解除予告期間が30日より長くなる場合であっても特別法である労働基準法の規定により、解雇予告義務は30日間に短縮されるという見解もあるが、労働基準法による規定はあくまで刑事罰を伴う責任であり、民事上は就業規則等で取り決めが無い場合は30日を超える予告義務が別に存在すると解することができる。予告自体は口頭で行っても差支えないが、実際には後日の紛争を防ぐために書面を交付する場合がほとんどである。予告を郵送によって行う場合は、投函した日ではなく相手方に郵便が到着した日が予告日となる（民法97条）ため、解雇日の設定は郵便事情をも考慮して設定しなければならない。民法627条2項の規定による予告の日数が30日に満たない場合は同条2項の規定は排除される（昭和23年7月20日基収2483号）。
解雇予告は原則として取消すことはできないが、労働者が具体的事情の下に自由な判断によって同意を与えた場合には取消すことができる。同意がない場合は予告期間の満了をもって解雇されることになるため、自己退職の問題は生じない（昭和25年9月21日基収2824号、昭和33年2月13日基発90号）。
解雇予告がなされても、その予告期間が満了するまでの間は、労働関係は有効に存続する。したがって、労働者は労務提供義務があり、使用者は賃金支払義務がある（昭和25年9月21日基収2824号、昭和33年2月13日基発90号）。解雇予告と同時に休業を命じ、解雇予告期間中は平均賃金の60%である休業手当（26条）しか支払わなかった場合でも、30日前に予告がなされている限り、その労働契約は予告期間の満了によって終了する（昭和24年12月27日基収1224号）。解雇予告が有効と認められ、かつその解雇の意思表示があったために予告期間中に労働者が休業した場合には、使用者は解雇が有効に成立するまでの間休業手当を支払えばよい（昭和24年7月27日基収1701号）。なお、3月31日付けでの退職届けを出していたが、それ以前、たとえば3月15日に即日解雇された場合は、解雇予告手当として30日分の平均賃金の支払いをしなければならないため、15日以降の出勤日を休業させ平均賃金の6割である休業手当を払うほうが合理的である。
解雇の予告をしたにもかかわらず、解雇予定日を過ぎても引き続き労働者を使用した場合は、同一条件で労働契約がなされたものと取り扱われるので、その解雇予告は無効となり、その後解雇しようとする場合には改めて解雇の予告が必要となる（昭和24年6月18日基発1926号）。
予告期間満了前に労働者が業務上の疾病のため休業した場合、制限期間中の解雇はできないが、休業期間が長期にわたるものでない限り、解雇予告の効力発生が中止されたにすぎないので、休業明けに改めて解雇予告をする必要はない（昭和26年6月25日基収2609号）。
定年に到達したことで自動的に退職する「定年退職」の場合は解雇予告の問題は生じないが（昭和26年8月9日基収3388号）、定年に達したときに解雇の意思表示を行い、それによって労働契約を終了させる「定年解雇」の場合は20条による解雇予告の規制を受ける（秋北バス事件、最判昭和43年12月25日）。定年後の再雇用の場合は、単に労働者の職制上の身分の変動であって労働関係は継続して存続するものであるから20条の問題は生じない（昭和25年1月10日基収3682号）。

#### 解雇予告手当
30日以上前に解雇を予告できない場合には、30日に不足する日数分以上の平均賃金を支払わなければならない（労働者が解雇予告手当の受領を拒んだため法務局に供託した場合を含む（昭和63年3月14日基発150号））。例えば10日前に予告した場合は、20日分以上の平均賃金を支払わなければならない。この不足する日数分の平均賃金の支払いを解雇予告手当という。
解雇予告手当は労働基準法上の「賃金」ではないが（昭和23年8月18日基収2520号）、解雇の申渡しと同時に、賃金と同様通貨で直接支払わなければならない（昭和23年3月17日基発464号）。よって後日請求することはできず、時効の問題も生じない（昭和27年5月17日基収1906号）。使用者が労働者に対して金銭債権を有している場合であっても、解雇予告手当と相殺することはできない（昭和24年1月8日基収54号）。また健康保険法における「報酬」にも該当しないため、解雇予告手当を受け取っても標準報酬月額は変化しない。なお、解雇予告手当は税制上では「退職所得」となるため、退職金が存在する場合は合算して退職所得とする。
労働組合専従者を会社が予告せずに解雇する場合、専従期間中も会社に在籍するものである限り、解雇予告手当を支払わなければならない（昭和24年8月19日基収1351号）。
最低年齢の規定（56条）に違反して児童を使用した場合、使用者は解雇予告手当を支払って即時に解雇しなければならない（昭和23年10月18日基収3102号）。
事業譲渡により新会社に雇用された従業員を旧会社が予告なく解雇した場合、労働条件について著しい変更がなく実質的に雇用関係における権利義務の包括承継と認められる場合は解雇の問題を生ぜず、解雇予告手当の支給義務はない（昭和33年8月27日基収4107号）。

#### 即時解雇
解雇予告手当を支払わずに労働者を即時に解雇できるのは、次の事由により行政官庁の認定を受けた場合である。認定を受ければ、解雇の効力は認定を受けた日ではなく解雇の意思表示をした日に発生する。なお使用者が認定申請を遅らせることは法違反である（昭和63年3月14日基発150号）。ただし、行政官庁の認定を受けなくても、認定申請を行わなかった20条違反による刑事上の問題はあるものの、民事的には認定を受けるだけの事由があれば即時解雇は有効で解雇予告手当の支払いは不要というのが判例の傾向である（東京高判昭和47年6月29日ほか）。
1. 天災事変その他やむを得ない事由のために事業の継続が不可能となった場合（この場合は、上記の解雇制限期間中の労働者であっても解雇できる）。「やむを得ない事由」「事業の継続が不可能」の判断基準は19条の場合と同様に考える。
2. 労働者の責に帰すべき事由（この場合は、上記の解雇制限期間中の労働者は解雇できない）。
  - 除外認定は、次の場合に受けることができると例示されているが、具体的には個別に判断される（昭和23年11月11日基発1637号、昭和31年3月1日基発111号）。就業規則で定める懲戒解雇事由とは別に判断されるので、認定を受けられなかったからといって懲戒解雇できないわけではない。
    1. 事業場における盗取、横領、傷害など刑法犯に該当する行為のあった場合（原則として極めて軽微なものを除く）
    2. 賭博、風紀紊乱等により職場規律を乱し、他の労働者に悪影響を及ぼす場合
    3. 雇い入れの際の採用条件の要素となるような経歴を詐称した場合
    4. 他の事業場へ転職した場合
    5. 原則として2週間以上正当な理由なく無断欠勤し、出勤の督促に応じない場合
    6. 出勤不良または出欠常ならず、数回に渡って注意を受けても改めない場合

  - クローズドショップ制を採る事業場において、労働者が労働組合を除名されるに至った原因が20条1項但書の事由に該当する場合は認定をして差し支えないが、クローズドショップ制であっても組合を除名されたことのみによって20条1項但書の事由に該当するとは限らない（昭和23年8月23日基収2426号）。

しかしながら、上記の事由を満たさないのに、解雇の予告も、解雇予告手当の支払いもないまま即時解雇を通告することがままみられる。このような解雇通告は、即時解雇としては当然無効であるが、使用者が即時解雇に固執する趣旨でない限り、解雇の通知後30日の経過後又は解雇の通知後予告手当の支払いのあったときから解雇の効力が生ずる。つまり、解雇する旨の予告として効力を有する（昭和24年5月13日基収483号、最判昭和35年3月11日）。また裁判所は、解雇予告手当を支払わなかった使用者に対して、労働者の請求により、未払金と同一額の付加金を支払うよう命ずることができる（114条）。なお下級審の判例によれば、解雇の意思表示そのものをどのように受け取るか（解雇の意思表示を無効と主張するか、あるいは解雇が有効であるとの前提で解雇予告手当の支払いを求めるか）は労働者の選択に任されていると解される（東京地判昭和41年4月23日他）。
実際にはシフト・出勤日数の調整による事実上の解雇や、労働者側の法的知識が無い事、訴訟費用が十分に無い事を理由に、会社側は不当解雇と分かりながら違法な即日解雇を行う事がある。また会社側から損害賠償等で社員を告訴する、家族を人質に取る旨を仄めかす等、リストラ工作のために脅迫し自主退職に追い込むケースも多々見られるが、これらのケースでは、多くは労働者が告発した場合に企業が名誉毀損による告訴を盾に元社員の口封じを行う事が日常的に行われている。労働者側は不当解雇にあわないよう、記録を日常的に取る習慣をつける事が肝要である。また、会社側も解雇を行うには解雇の正当性を説明できるように労働者の日常的な問題の記録を取る習慣をつける事が肝要である。

#### 適用除外
20条の規定は以下の労働者には適用されない。ただし以下の適用除外は解雇予告義務違反による刑事責任を免除されるだけであり、民事上の責任（民法627条、628条、労働契約法による中途解雇制限）をも免除されるわけではない（日雇いは除く）。それぞれの期間を超えて引き続き使用されるに至った場合は、解雇予告の規定が適用される。
- 日々雇い入れられる者。（1か月を超えて引き続き使用されるに至った場合を除く。民事上の予告義務もない。「1か月」は休日を含む暦月の意である（昭和24年2月5日基収408号））
- 2か月以内の期間を定め使用される者。（所定の期間を超えて引き続き使用されるに至った場合を除く。民法628条及び労働契約法17条による中途解約の民事責任は残る）
- 季節業務に4か月以内の期間を定め使用される者。（同上、民法628条）
- 試用期間中の者。（使用期間にかかわらず、14日を超えて引き続き使用されるに至った場合を除く。期間の定めのない雇用契約であれば民事上、使用者は2週間前に予告をしなければならない）

#### 年次有給休暇との関係
解雇予告が行われると、最長で30日後に解雇となるため、それまでの所定勤務日数に相当する年次有給休暇を保持している場合は、解雇期日まで取得が可能となり、それを超過する分は法定最低付与分である場合は無効となり、法定以上の付与の分は買取が可能となる。ただし、解雇予告手当が支払われる場合は、解雇期日を短縮されるため、年次有給休暇は無効となる日数が増える。解雇は退職と違い労働者の予期せぬことなのでよく、トラブルとなり法律での保護など、議論を呼んでいる。

### 年少者の帰郷旅費
64条は、解雇された年少者が、帰郷旅費を持たないために身を持ち崩すことを防ぐ趣旨であり、戦前の工場法施行令27条を引き継いだ規定である。「帰郷」とは、本人の住所地に限らず、父母その他の親族の保護を受ける場合はその者の住所に行く場合を含む。また「旅費」には就業のために移転した家族の旅費も含まれる（昭和22年9月13日発基17号）。
19条、20条の規定により「天災事変その他やむを得ない事由のため事業の継続が不可能となった場合」又は「労働者の責に帰すべき事由に基いて解雇する場合」の行政官庁の認定を受けた場合は、帰郷旅費の支給除外についても認定を受けたものとみなされる（施行規則7条、年少者労働基準規則10条）。
なお、かつては「女子の帰郷旅費」の規定もあったが（改正前の68条）、1986年（昭和61年）4月の男女雇用機会均等法の施行により廃止されている。

### 雇用保険の給付
雇用保険法における基本手当の受給に当たり、解雇（自己の責めに帰すべき重大な理由によるものを除く）により離職した労働者は、「特定受給資格者」（倒産・解雇等により離職した者）として扱われ、自己都合退職等による場合に比べ、所定給付日数が多くなる（雇用保険法23条）。また以下のような事情により離職した者も解雇等による離職として同様の扱いとなる（雇用保険法施行規則36条2号~11号）。
- 労働契約の締結に際し明示された労働条件が事実と著しく相違したこと
- 賃金（退職手当を除く）の額の3分の1を超える額が支払期日までに支払われなかったこと
- 賃金が、当該労働者に支払われていた賃金に比べて85％未満に低下した（又は低下することとなった）こと（当該労働者が低下の事実について予見し得なかった場合に限る。）
- 離職の日の属する月の前6月のうちいずれか連続した3か月以上の期間において労働基準法第36条3項に規定する限度時間に相当する時間数（当該受給資格者が、育児・介護休業法第17条1項の小学校就学の始期に達するまでの子を養育する労働者であって同項各号のいずれにも該当しないものである場合にあっては同項、育児・介護休業法第18条1項の要介護状態にある対象家族を介護する労働者であって同項において準用する育児・介護休業法第17条1項各号のいずれにも該当しないものである場合にあっては同項に規定する制限時間に相当する時間数）を超えて、時間外労働・休日労働が行われたこと
- 離職の日の属する月の前6月のうちいずれかの月において1月当たり100時間以上、時間外労働・休日労働が行われたこと
- 離職の日の属する月の前6月のうちいずれか連続した2か月以上の期間の時間外労働時間を平均し1月当たり80時間を超えて時間外労働・休日労働が行われたこと
- 事業主が危険若しくは健康障害の生ずるおそれがある旨を行政機関から指摘されたにもかかわらず、事業所において当該危険若しくは健康障害を防止するために必要な措置を講じなかったこと
- 事業主が労働者の職種転換等に際して、当該労働者の職業生活の継続のために必要な配慮を行っていないこと
- 期間の定めのある労働契約の更新により3年以上引き続き雇用されるに至った場合において当該労働契約が更新されないこととなったこと
- 期間の定めのある労働契約の締結に際し当該労働契約が更新されることが明示された場合において当該労働契約が更新されないこととなったこと
- 事業主又は当該事業主に雇用される労働者から就業環境が著しく害されるような言動（セクシャルハラスメント・パワーハラスメント等）を受けたこと
- 事業主から退職するよう勧奨を受けたこと（解雇予告（1年以内に解雇される場合に限る）通知後に自ら離職した場合を含み、従来から恒常的に設けられている「早期退職優遇制度」等に応募して離職した場合は、該当しない）
- 事業所において使用者の責めに帰すべき事由により行われた休業が引き続き3か月以上となったこと
- 事業所の業務が法令に違反したこと
- 事業主が法令に違反し、妊娠中もしくは出産後の労働者又は子の養育もしくは家族の介護を行う労働者を就業させ、もしくはそれらの者の雇用の継続等を図るための制度の利用を不当に制限したこと又は妊娠したこと、出産したこともしくはそれらの制度の利用の申出をし、もしくは利用したこと等を理由として不利益な取り扱いをしたこと

ユニオン・ショップ協定下において事業主に対して労働者の責に帰すべき事由がないにもかかわらず労働組合から除名されたために解雇された場合は、これらの基準に該当する者として扱われる。なお労働者が、使用者に解雇してほしいと依頼した結果、解雇となった場合は自己都合退職に準じて取り扱われる。

### 高齢者・障害者である労働者の解雇
事業主は、その雇用する高年齢者等（常時雇用する45歳以上65歳未満の者に限る。以下同じ）が解雇（自己の責めに帰すべき理由によるものを除く。）その他これに類するものとして厚生労働省令で定める理由により離職する場合において、当該高年齢者等が再就職を希望するときは、求人の開拓その他当該高年齢者等の再就職の援助に関し必要な措置（再就職援助措置）を講ずるように努めなければならない。公共職業安定所は、この規定により事業主が講ずべき再就職援助措置について、当該事業主の求めに応じて、必要な助言その他の援助を行うものとする（高年齢者等の雇用の安定等に関する法律15条）。
事業主は、その雇用する高年齢者等のうち5人以上の者が解雇等により離職する場合には、原則として当該届出に係る離職の1か月前までに、その旨を公共職業安定所長に届け出なければならない（多数離職届、高年齢者等の雇用の安定等に関する法律16条）。事業主は、厚生労働省令で定めるところにより、解雇等により離職することとなっている高年齢者等が希望するときは、その円滑な再就職を促進するため、当該高年齢者等の職務の経歴、職業能力その他の当該高年齢者等の再就職に資する事項（解雇等の理由を除く。）として厚生労働省令で定める事項及び事業主が講ずる再就職援助措置を明らかにする書面（求職活動支援書）を作成し、当該高年齢者等に交付しなければならない（高年齢者等の雇用の安定等に関する法律17条）。
事業主は、障害者である労働者を解雇する場合（労働者の責めに帰すべき理由により解雇する場合又は天災事変その他やむを得ない理由のために事業の継続が不可能となったことにより解雇する場合を除く）には、速やかにその旨を公共職業安定所長に届け出なければならない。この届出があったときは、公共職業安定所は、この届出に係る障害者である労働者について、速やかに求人の開拓、職業紹介等の措置を講ずるように努めるものとする（障害者の雇用の促進等に関する法律81条）。

### 解雇無効時の金銭解決制度
解雇が無効とされ、地位確認請求を認容する判決が確定しても、現実に元の職場に復帰できる労働者は多くない。労働者の法的正当性が認められていも、使用者は心理的に労働者を受け入れにくいし、労働者もまた復帰するには相当の覚悟が必要だからである。解雇訴訟が和解（多くは労働者の退職と一定の解決金の支払いを内容とする）で終了することが多い原因もここにある。
欧米諸国に倣って日本でも不当解雇に直面した労働者の救済方法として、企業による一定額の補償金の支払いを条件に労働契約の解消を認める金銭解決制度の導入が特に経営側から強く求められている。一方、労働側は、金銭解決ではなく労働者の就労請求権を認めることにより労働者が現職に復帰しやすい条件を整えることのほうが重要であると説く。厚生労働省の「透明かつ公正な労働紛争解決システム等の在り方に関する検討会」（2017年5月に報告書を公表）で議論された際には「金銭救済制度については、法技術的な論点や金銭の水準、金銭的・時間的予見可能性、現行の労働紛争解決システムに対する影響等を含め、労働政策審議会において、有識者による法技術的な論点についての専門的な検討を加え、更に検討を深めていくことが適当」とされ、さらなる議論を深めるために「解雇無効時の金銭救済制度に係る法技術的論点に関する検討会」（2022年4月に報告書を公表）が開かれた。ただ、依然労使の意見の隔たりが大きく、現時点で制度化の目途はたっていない。

### 歴史
労働基準法には、解雇手続きの要件（30日以上前に予告する、または同日数分以上の平均賃金（12条）を払う）が「労働者の責に帰すべき事由」があれば免除されるとある（20条）。これを解釈すると「30日分の平均賃金を払えば、特に理由が無くても解雇できる」となる。これは当初は解雇について一般的な見解であった。これに従って、「解雇の自由」を支持する判例が出されている。
しかし、1950年代に下級裁判所において判例を積み重ねた法体系ができあがっていく中で、裁判所は労働者に対し様々な法的保護を与えていき、この結果、「解雇の自由」は「解雇の制限」へと変わっていった。
20条の解釈を巡って、裁判官の間にあった2つの説。
正当事由説
20条の明文の要件とは別に、「解雇には正当な事由がなければならない」とする不文の要件があるとして、正当な事由のない解雇は無効とする説。
権利濫用説
企業の解雇権は20条によって認められているが、権利を濫用した場合（民法1条3項）には解雇を無効とする説。濫用については、第二次世界大戦前にはすでに法体系として確立していたが、解雇に関しては適用外とされていた。戦後に入り、解雇も適用されるという考えが出てくる。
1950年代前半に東京地裁労働部がこの考えをリードし、後の判例の蓄積により裁判所は基本的にこの立場が優位となっていく（日本食塩事件、最判昭50.4.25や、高知放送事件、最判昭52.1.31など）。
その後、2008年の労働契約法制定において、基準が明確化された。

## 欧米における解雇

### アメリカ

#### 随意雇用原則
アメリカには日本の解雇権濫用法理にあたる法理がなく、随意雇用原則（at-will employment doctrine）が確立されてきた。不況による雇用量の過剰に対してレイオフによって迅速に人員削減をするのがアメリカ企業の手法であり、解雇の立法規制や判例法理の発達は限定的である。
随意雇用原則がある一方で、伝統的には労働協約によって解雇とする正当事由を定めるなど、労働協約で組合員である被用者の解雇を規制してきた。しかし、労働組合組織率の低下に伴い、労働協約による規制力が縮小し、これに呼応して1960年代以降は差別規制法制を通して解雇を含めた労働条件が規制されるようになった。
随意雇用原則は差別禁止法制のほか、報復としての解雇や内部告発者に対する解雇、陪審員や兵役さらに選挙権行使を理由とする解雇などが制定法で禁止されている。また、随意雇用原則は先述の労働協約に定める正当事由（just cause）のない解雇にあたる場合も制限され、労働協約による苦情処理や仲裁手続による救済を求めることができる。このほか各州のコモンローによる制約がある。例えば、カリフォルニア州では雇用契約は「at will」すなわち相互の自由意志に基づくものとされ、期間の定めのない雇用契約では使用者の判断で特段の理由なしにいつでも労働者を解雇できる。ただし解雇予告手当に相当するものの支払いは必要とされる。

#### 企業内ADR
雇用関係規制の増加と複雑化に伴い、個別企業内における裁判外の代替的紛争処理（alternative dispute resolution：ADR）も発達してきている。

### イギリス
イギリスでは、余剰人員であること（Redundancy）、および個人の能力、資格、行動に起因する解雇は公正（Fair）とされる。余剰人員理由の場合には、ビジネス上解雇が避けがたいことを証明する必要はない。

### イタリア
イタリアでは、やむを得ない経営上の理由、および従業員個人の重大な契約違反といった、正当な理由もしくは正当な動機のみFairとされる。余剰人員理由の解雇の前には、敗者復活戦（社内の別ポジションに異動させる）が広く判例で求められている。レイオフ者には6か月間の優先的な再雇用権がある。
なお人種、宗教、性別、労働組合活動などといった、差別を反映した解雇はUnfairとされる。

### スペイン
スペインでは法律により労働者の解雇に厳しい制約がかかっている。そのため、外国企業の投資敬遠、外国人労働者の流入といった事態を招いている、という指摘がある。

### オランダ
オランダでは、経済的余剰人員であること、および個人の行動や能力不足を理由とした解雇はFairである。経済的理由の場合は、会社の財務データと人員余剰である根拠を示す必要があり、具体的には26週間以内に別の適切なポジションを用意できないことが条件である。余剰人員の選定は、社歴および年齢に基づいて行われる。
個別的理由であっても、以下の条件において無期雇用を解雇することができる。
- 従業員が満足のいく方法で仕事をできなくなっ、もしくは仕事に不向きの場合[24]
- 従業員が自分の仕事に良心的拒否を申し出て、会社が代わりの仕事を用意できない場合[24]
- 従業員と雇用主に深刻な対立がある[24]
- 従業員が長期間、仕事をすることができない[24]
- 勤務中の盗難や泥酔など、不適切行動をとった場合[24]

また、個人の能力不足やパフォーマンス不足に起因する場合の解雇は、合理的な期間内に別のポジションを用意できない場合にのみ可能である。

### ドイツ
ドイツでは、経済的・経営的理由、および個人の資質（たとえばスキル不足や能力不足）による解雇はFairであるが、裁判所はこの決定について、恣意的・不合理ではないか審議可能である。
余剰人員理由の場合には、社会的理由（社歴、年齢、扶養）を考慮する必要があり、それがない解雇はUnfairとされる。解雇前には再訓練を試行する必要がある。
ドイツ企業の雇用調整は、日本企業（解雇規制が極めて強い）とアメリカ企業（解雇自由の建前）の中間にあるとされてきた。ドイツでは整理解雇について日本の「整理解雇の四要件」と同様の要件が課されているが、人員整理の前提となる企業縮小や合理化措置などについては、憲法上保障された企業主としての決定の自由が強調され、それに対する司法審査は、明白な非合理性のない限りなじまないとされてきた。事実上解雇ができなかった雇用制度を改革するため、ゲアハルト・シュレーダー首相の政策「アジェンダ2010」の下、法律を改め、解雇をしやすくしたところ、ドイツ企業は競争力を取り戻すために相次いで大幅な解雇を実施した。短期的には失業者が500万人を超えたが、長期的には、雇用の流動性が高まり、逆に労働市場が拡大して失業者は減った。もっともシュレーダー首相は国民の不満を一身に浴びて退陣を余儀なくされた。

### ノルウェー
ノルウェーでは、経済的理由（事業リストラ）および個別的理由による解雇がFairである。 経済的理由の場合、選択は客観的に正当な形で行う必要があり、裁判所はその選択について審議可能である。判例では、社歴、年齢、資格、社会的配慮が選択基準となっている。レイオフの場合は再雇用で優先権を持っており、その期間は1年間である。 また個別的理由も可能であるが、雇用契約の重大な違反（不誠実,長期欠勤など）に限定される。
なお対象者に別のポストが確保可能な場合には、経済的理由による解雇はUnfairである。年齢、労働組合活動、兵役、妊娠、病気休暇による解雇もUnfairである。

### スウェーデン
客観的な理由がない解雇はUnfairとされ、その理由は2か月以上前に存在していた理由でなければならない。
個人に帰する理由では、業務能力の欠如、違法行為、協業上の問題、ハラスメント、労働拒否、刑事犯罪などが解雇理由となる。年齢や病気などによる能力低下の場合は、雇用主は転勤、再訓練、他の仕事への異動を試みる必要がある。
余剰人員理由である場合には、解雇が不可欠であることを証明する必要はないが、従業員には以前の職に優先的に再就職する権利（最長9カ月間、勤続12カ月以上の者のみ）が与えられる。レイオフ人員の選択は社歴の短いものからである。

## 俗称
- 解雇を頭部・頚部を切断されて処刑されることに喩えて、「馘首（かくしゅ）する/される」と言い、日本語の俗語で「首を切る/切られる」「首にする/なる」「首が飛ぶ」、「クビ」と呼ばれることも多い。
- アメリカ合衆国では、解雇の俗語として「アメリカ英語: Fire」がある。You are fire. で「あんたクビ」という意味になる。アメリカ合衆国大統領のドナルド・トランプも好んで使うフレーズになっている。このように Fire には、本来の意味のほかにも、さまざまな意味を含む言葉になっている。
- バブル崩壊以降、人員整理のための解雇を婉曲的に「リストラ」と呼ぶことが多い。なお、1980年代には同様のケースを「合理化」と呼んでいた。